# NGC 5710
NGC 5710 este o liner situată în constelația Boarul. A fost descoperită în 20 aprilie 1792 de către William Herschel.